# 穆拉曼加區
18°57′00″S 48°14′00″E / 18.9500°S 48.2333°E
穆拉曼加區，是馬達加斯加的行政區，位於該國東部，由阿拉奧特拉-曼古羅區負責管轄，首府設於穆拉曼加，面積7,278平方公里，2011年人口260,709，人口密度每平方公里36人。